# County Leitrim
County Leitrim (Iers: Liatroim) is een graafschap in het midwesten van Ierland in de provincie Connacht. Het heeft een oppervlakte van 1588 km², en een inwoneraantal van 31.798 (2011), het kleinste aantal van alle graafschappen. Het bestuur zetelt in Carrick-on-Shannon. In 1841, vlak voor het begin van An Gorta Mór, woonden er  ruim 150.000 mensen in het graafschap. De laatste jaren groeit de bevolking weer, na een dieptepunt van 25.000 rond 1996.
Leitrim ligt deels tegen Noord-Ierland aan. Het strekt zich uit van een smalle strook langs de Atlantische kust in het noordwesten tot Longford in het zuidoosten. Het grenst verder aan Donegal, Sligo, Roscommon en Cavan.
Leitrim staat bekend om de vele meren en waterwegen, en is een populaire attractie voor recreatievissers.
De geschiedenis van het graafschap begint in 1583 toen de grenzen werden vastgesteld door John Perrot, de Lord Deputy. Voor deze tijd maakte het deel uit van het oude koninkrijk van Breffni.
Op Ierse nummerplaten wordt het graafschap afgekort tot LM.

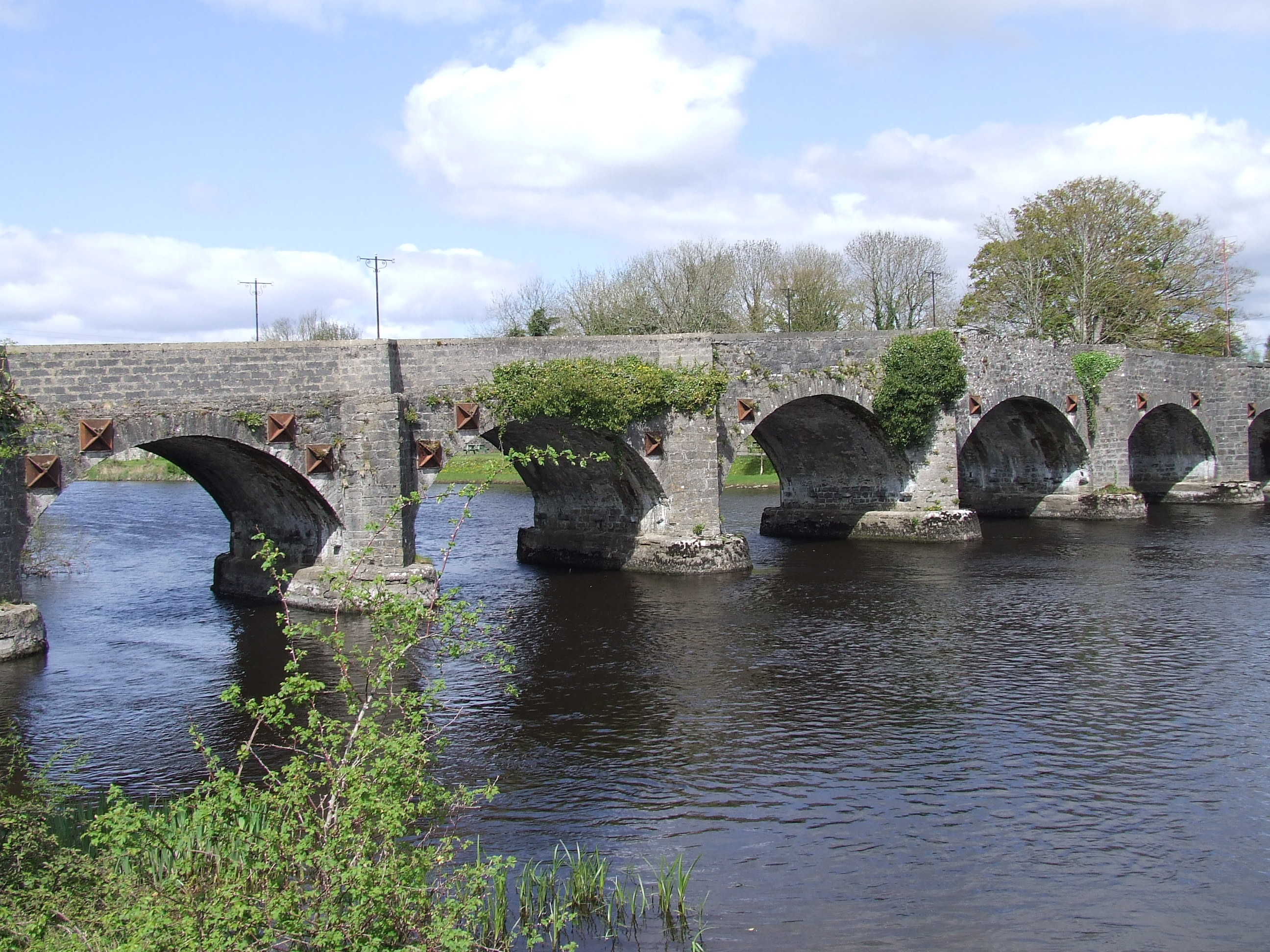
Brug over de Shannon, grens tussen Leitrim en Roscommon

## Bestuur en politiek
Het graafschap heeft een gekozen bestuur dat uit 18 leden bestaat. Het bestuur wordt iedere vijf jaar gekozen, de laatste keer in 2014. De samenstelling van de raad is
- Fianna Fáil: 6 zetels
- Fine Gael: 4 zetels
- Sinn Féin: 4 zetels
- onafhankelijke leden: 4 zetels

De leden worden gekozen in 3 electoral areas, die in Leitrim overeenkomen met de drie municipal districts, : Ballinamore, Carrick-on-Shannon en Manorhamilton. Binnen de districten wordt, net als bij de verkiezingen voor de Dáil, gebruik gemaakt van het systeem van de enkelvoudige overdraagbare stem. Voor de Dáil vormt Leitrim een kiesdistrict samen met Sligo.

## Plaatsen
Leitrim is een typische plattelandsgebied. De grootste plaats, Carrick-on-Shannon, telt goed 4.000 inwoners. Daarnaast zijn er nog drie dorpen met goed 1.000 inwoners. De overige dorpen hebben minder dan 1.000 inwoners. 
| Engels             | Iers               | Inwoners |
| ------------------ | ------------------ | -------- |
| Aghamore           | Achadh Mór         | 620      |
| Ballinaglera       | Baile na gCléirach | -        |
| Ballinamore        | Béal an Átha Móir  | 914      |
| Buckode            | Bocóid             | -        |
| Carrick-on-Shannon | Cora Droma Rúisc   | 4.743    |
| Carrigallen        | Carrig Alainn      | 387      |
| Cloone             | An Chluain         | 600      |
| Dromahair          | Droim Dhá Thiar    | 808      |
| Dromod             | Dromad             | 753      |
| Drumcong           | Droim Conga        | -        |
| Drumkeeran         | Droim Caorthainn   | 220      |
| Drumshanbo         | Droim Seanbhó      | 902      |
| Drumsna            | Droim ar Snámh     | 268      |
| Keshcarrigan       | Ceis Charraigín    | 155      |
| Kiltyclogher       | Coillte Clochair   | 233      |
| Kinlough           | Cionn Locha        | 1.032    |
| Largydonnell       | Learga Uí Dhónaill | -        |
| Leitrim            | Liatroim           | 594      |
| Manorhamilton      | Cluainín Uí Ruairc | 1.466    |
| Mohill             | Maothail           | 1.027    |
| Rossinver          | Ros Inbhir         | -        |
| Tullaghan          | An Tulachán        | 253      |